# Miżlessie (obwód brzeski)
Miżlessie (biał. Міжлессе; ros. Мижлесье) – agromiasteczko na Białorusi, w obwodzie brzeskim, w rejonie łuninieckim, w sielsowiecie Wólka.
W pobliżu miejscowości swoje źródła ma Śmierć.